# Wahlkreis Offenbach-Stadt
Der Wahlkreis Offenbach-Stadt (Wahlkreis 43) ist der Landtagswahlkreis für das Stadtgebiet der kreisfreien Stadt Offenbach am Main in Hessen.
Wahlberechtigt waren bei der letzten Landtagswahl 66.776 der rund 117.000 Einwohner des Wahlkreises.

## Wahl 2023
| Landtagswahl in Hessen 2023 – WK Offenbach-StadtZweitstimmen %3020100 28,6 %19,7 %16,9 %14,8 %6,9 %4,6 %2,5 %1,6 %1,2 %3,2 % CDUGrüneSPDAfDLinkeFDPFWTierschutzVoltSonst.Gewinne und Verlusteim Vergleich zu 2018 %p 8 6 4 2 0 −2 −4+6,8 %p−3,5 %p−1,2 %p+1,4 %p−3,5 %p−1,9 %p+0,2 %p+0,4 %p+1,2 %p± 0,0 %pCDUGrüneSPDAfDLinkeFDPFWTierschutzVoltSonst. |

| Gegenstand der Nachweisung | Gegenstand der Nachweisung | Erst- stimmen | Erst- stimmen | Zweit- stimmen | Zweit- stimmen |
| Bewerber                   | Partei                     | Anzahl        | %             | Anzahl         | %              |
| -------------------------- | -------------------------- | ------------- | ------------- | -------------- | -------------- |
| Wahlberechtigte            | Wahlberechtigte            | 66.672        | 66.672        | 66.672         | 66.672         |
| Wähler                     | Wähler                     | 33.926        | 33.926        | 33.926         | 50,9           |
| Ungültige Stimmen          | Ungültige Stimmen          | 543           | 1,6           | 447            | 1,3            |
| Gültige Stimmen            | Gültige Stimmen            | 33.383        | 98,4          | 33.479         | 98,7           |
| davon                      |                            |               |               |                |                |
| Kim-Sarah Speer            | CDU                        | 8.655         | 25,9          | 9.571          | 28,6           |
| Tarek Al-Wazir             | GRÜNE                      | 8.612         | 25,8          | 6.596          | 19,7           |
| Nadine Gersberg            | SPD                        | 5.754         | 17,2          | 5.668          | 16,9           |
| Christin Thüne             | AfD                        | 4.652         | 13,9          | 4.943          | 14,8           |
| Oliver Stirböck            | FDP                        | 1.516         | 4,5           | 1.540          | 4,6            |
| Xenia Jakel                | Die Linke                  | 2.376         | 7,1           | 2.309          | 6,9            |
| Dennis Lehmann             | Freie Wähler               | 1.180         | 3,5           | 838            | 2,5            |
|                            | Tierschutzpartei           |               |               | 536            | 1,6            |
|                            | Die PARTEI                 | 307           | 0,9           |                |                |
| Gregory Engels             | Piraten                    | 311           | 0,9           | 165            | 0,5            |
|                            | ÖDP                        |               |               | 56             | 0,2            |
|                            | P. f. schulm. Verjf.       | 16            | 0,0           |                |                |
|                            | V-Partei³                  | 119           | 0,4           |                |                |
|                            | PdH                        | 60            | 0,2           |                |                |
|                            | ABG                        | 41            | 0,1           |                |                |
|                            | APPD                       | 39            | 0,1           |                |                |
|                            | Basis                      | 141           | 0,4           |                |                |
|                            | DKP                        | 40            | 0,1           |                |                |
|                            | DIE NEUE MITTE             | 21            | 0,1           |                |                |
| Kai Kotzian                | Volt                       | 327           | 1,0           | 391            | 1,2            |
|                            | Klimaliste                 |               |               | 82             | 0,2            |

## Wahl 2018
| Gegenstand der Nachweisung | Gegenstand der Nachweisung | Wahlkreis- stimmen | Wahlkreis- stimmen | Landes- stimmen | Landes- stimmen |
| Kreiswahlbewerber/in       | Partei                     | Anzahl             | %                  | Anzahl          | %               |
| -------------------------- | -------------------------- | ------------------ | ------------------ | --------------- | --------------- |
| Wahlberechtigte            | Wahlberechtigte            | 66.776             | 100,0              | 66.776          | 100,0           |
| Wähler                     | Wähler                     | 39.018             | 58,4               | 39.018          | 58,4            |
| Ungültige Stimmen          | Ungültige Stimmen          | 832                | 2,1                | 779             | 2,0             |
| Gültige Stimmen            | Gültige Stimmen            | 38.186             | 100,0              | 38.239          | 100,0           |
| davon                      |                            |                    |                    |                 |                 |
| Stefan Grüttner            | CDU                        | 8.597              | 22,5               | 8.322           | 21,8            |
| Nadine Gersberg            | SPD                        | 7.159              | 18,7               | 6.920           | 18,1            |
| Tarek Al-Wazir             | GRÜNE                      | 10.507             | 27,5               | 8.855           | 23,2            |
| Sven Malsy                 | DIE LINKE                  | 3.170              | 8,3                | 3.976           | 10,4            |
| Oliver Stirböck            | FDP                        | 2.197              | 5,8                | 2.480           | 6,5             |
| Christin Thüne             | AfD                        | 4.871              | 12,8               | 5.135           | 13,4            |
| Helge Herget               | PIRATEN                    | 481                | 1,3                | 278             | 0,7             |
| Dennis Lehmann             | FREIE WÄHLER               | 1.070              | 2,8                | 879             | 2,3             |
| –                          | NPD                        | –                  | –                  | 61              | 0,2             |
| –                          | Die PARTEI                 | –                  | –                  | 325             | 0,8             |
| –                          | ödp                        | –                  | –                  | 67              | 0,2             |
| –                          | Die Grauen                 | –                  | –                  | 54              | 0,1             |
| –                          | BüSo                       | –                  | –                  | 3               | 0,0             |
| –                          | AD-Demokraten              | –                  | –                  | 67              | 0,2             |
| –                          | Bündnis C                  | –                  | –                  | 39              | 0,1             |
| –                          | BGE                        | –                  | –                  | 54              | 0,1             |
| Jochem Kalmbacher          | Die Violetten              | 133                | 0,3                | 108             | 0,3             |
| –                          | LKR                        | –                  | –                  | 11              | 0,0             |
| –                          | Menschliche Welt           | –                  | –                  | 20              | 0,1             |
| –                          | Die Humanisten             | –                  | –                  | 39              | 0,1             |
| –                          | Gesundheitsforschung       | –                  | –                  | 46              | 0,1             |
| –                          | Tierschutzpartei           | –                  | –                  | 446             | 1,2             |
| –                          | V-Partei³                  | –                  | –                  | 54              | 0,1             |

Neben dem erstmals direkt gewählten Wahlkreisabgeordneten Tarek Al-Wazir (GRÜNE) wurde der FDP-Kandidat Oliver Stirböck über die Landesliste seiner Partei gewählt. Der bisherige Wahlkreisabgeordnete Stefan Grüttner (CDU), der das Direktmandat zuvor sechsmal in Folge gewinnen konnte, schied zunächst aus dem Parlament aus, da die Landesliste der hessischen Christdemokraten nicht zog. Er rückte jedoch zum Jahresbeginn 2023 in den Landtag nach.

## Wahl 2013
| Gegenstand der Nachweisung | Gegenstand der Nachweisung | Wahlkreis- stimmen | Wahlkreis- stimmen | Landes- stimmen | Landes- stimmen |
| Kreiswahlbewerber/in       | Partei                     | Anzahl             | %                  | Anzahl          | %               |
| -------------------------- | -------------------------- | ------------------ | ------------------ | --------------- | --------------- |
| Wahlberechtigte            | Wahlberechtigte            | 66.480             | 100,0              | 66.480          | 100,0           |
| Wähler                     | Wähler                     | 43.308             | 65,1               | 43.308          | 65,1            |
| Ungültige Stimmen          | Ungültige Stimmen          | 1.369              | 3,2                | 1.226           | 2,8             |
| Gültige Stimmen            | Gültige Stimmen            | 41.939             | 100,0              | 42.082          | 100,0           |
| davon                      |                            |                    |                    |                 |                 |
| Stefan Grüttner            | CDU                        | 14.927             | 35,6               | 13.558          | 32,2            |
| Heike Habermann            | SPD                        | 12.746             | 30,4               | 12.042          | 28,6            |
| Oliver Stirböck            | FDP                        | 977                | 2,3                | 1.780           | 4,2             |
| Tarek Al-Wazir             | GRÜNE                      | 6.571              | 15,7               | 6.339           | 15,1            |
| Dieter Faulenbach da Costa | DIE LINKE                  | 3.224              | 7,7                | 3.361           | 8,0             |
| Annette Schroeder          | FW                         | 695                | 1,7                | 488             | 1,2             |
| –                          | NPD                        | x                  | x                  | 633             | 1,5             |
| –                          | REP                        | x                  | x                  | 330             | 0,8             |
| Grégory Engels             | PIRATEN                    | 1.137              | 2,7                | 1.221           | 2,9             |
| –                          | BüSo                       | x                  | x                  | 12              | 0,0             |
| –                          | ADd                        | x                  | x                  | 56              | 0,1             |
| –                          | Die Grauen                 | x                  | x                  | 61              | 0,1             |
| Reinhard Wahlich           | AfD                        | 1.602              | 3,8                | 1.787           | 4,2             |
| –                          | AVIP                       | x                  | x                  | 27              | 0,1             |
| –                          | LUPe                       | x                  | x                  | 62              | 0,1             |
| –                          | ÖDP                        | x                  | x                  | 41              | 0,1             |
| –                          | Die PARTEI                 | x                  | x                  | 245             | 0,6             |
| Marianne Arens             | PSG                        | 60                 | 0,1                | 39              | 0,1             |

Neben Stefan Grüttner als Gewinner des Direktmandats sind aus dem Wahlkreis noch Heike Habermann und Tarek Al-Wazir über die Landesliste in den Landtag eingezogen. Der Wahlkreis gehörte zu denen mit der niedrigsten Wahlbeteiligung in Hessen.

## Wahl 2009
Wahlkreisergebnis der Landtagswahl in Hessen 2009:
| Gegenstand der Nachweisung | Gegenstand der Nachweisung | Wahlkreis- stimmen | Wahlkreis- stimmen | Landes- stimmen | Landes- stimmen |
| Bewerber                   | Partei                     | Anzahl             | %                  | Anzahl          | %               |
| -------------------------- | -------------------------- | ------------------ | ------------------ | --------------- | --------------- |
| Wahlberechtigte            | Wahlberechtigte            | 66.517             | 100,0              | 66.517          | 100,0           |
| Wähler                     | Wähler                     | 35.648             | 53,6               | 35.648          | 53,6            |
| Ungültige Stimmen          | Ungültige Stimmen          | 1.305              | 3,7                | 1.165           | 3,3             |
| Gültige Stimmen            | Gültige Stimmen            | 34.343             | 100,0              | 34.483          | 100,0           |
| davon                      |                            |                    |                    |                 |                 |
| Stefan Grüttner            | CDU                        | 13.059             | 38,0               | 11.694          | 33,9            |
| Heike Habermann            | SPD                        | 8.583              | 25,0               | 7.311           | 21,8            |
| Oliver Stirböck            | FDP                        | 3.383              | 09,9               | 4.881           | 14,2            |
| Tarek Al-Wazir             | GRÜNE                      | 6.242              | 18,2               | 6.350           | 18,4            |
| Manfred Coppik             | LINKE                      | 2.143              | 06,2               | 2.598           | 07,5            |
| Hans-Joachim Münd          | REP                        | 519                | 01,5               | 421             | 01,2            |
| –                          | FREIE WÄHLER               | –                  | –                  | 475             | 01,4            |
| Frank Marschner            | NPD                        | 414                | 01,2               | 396             | 01,1            |
| –                          | PIRATEN                    | –                  | –                  | 287             | 00,8            |
| –                          | BüSo                       | –                  | –                  | 70              | 00,2            |

Neben Stefan Grüttner als Gewinner des Direktmandats sind aus dem Wahlkreis noch Heike Habermann und Tarek Al-Wazir über die Landeslisten in den Landtag eingezogen.

## Wahl 2008
| Gegenstand der Nachweisung | Gegenstand der Nachweisung | Wahlkreis- stimmen | Wahlkreis- stimmen | Landes- stimmen | Landes- stimmen |
| Bewerber                   | Partei                     | Anzahl             | %                  | Anzahl          | %               |
| -------------------------- | -------------------------- | ------------------ | ------------------ | --------------- | --------------- |
| Wahlberechtigte            | Wahlberechtigte            | 66.858             | 100,0              | 66.858          | 100,0           |
| Wähler                     | Wähler                     | 38.015             | 56,9               | 38.015          | 56,9            |
| Ungültige Stimmen          | Ungültige Stimmen          | 1.047              | 2,8                | 963             | 2,5             |
| Gültige Stimmen            | Gültige Stimmen            | 36.968             | 100,0              | 36.968          | 100,0           |
| davon                      |                            |                    |                    |                 |                 |
| Stefan Grüttner            | CDU                        | 13.274             | 35,9               | 12.600          | 34,0            |
| Heike Habermann            | SPD                        | 12.602             | 34,2               | 12.894          | 34,8            |
| Tarek Al-Wazir             | GRÜNE                      | 5.081              | 13,7               | 3.903           | 10,5            |
| Joachim Papendick          | FDP                        | 2.276              | 06,2               | 3.101           | 08,4            |
| Hans-Joachim Münd          | REP                        | 980                | 02,7               | 770             | 02,1            |
| Lucia Gerharz              | Tierschutzpartei           | 559                | 01,5               | 340             | 00,9            |
| –                          | BüSo                       | –                  | –                  | 25              | 0,1             |
| –                          | PSG                        | –                  | –                  | 24              | 0,1             |
| –                          | Volksabstimmung            | –                  | –                  | 51              | 00,1            |
| –                          | GRAUE                      | –                  | –                  | 75              | 00,2            |
| Lydia Pfaff                | LINKE                      | 1.785              | 04,8               | 2.432           | 06,6            |
| –                          | Die Violetten              | –                  | –                  | 38              | 00,1            |
| –                          | FAMILIE                    | –                  | –                  | 69              | 00,2            |
| –                          | FW                         | –                  | –                  | 178             | 00,5            |
| Frank Marschner            | NPD                        | 411                | 01,1               | 422             | 01,1            |
| –                          | PIRATEN                    | –                  | –                  | 110             | 00,3            |
| –                          | UB                         | –                  | –                  | 20              | 00,1            |

## Wahl 2003
| Gegenstand der Nachweisung | Gegenstand der Nachweisung | Wahlkreis- stimmen | Wahlkreis- stimmen | Landes- stimmen | Landes- stimmen |
| Bewerber                   | Partei                     | Anzahl             | %                  | Anzahl          | %               |
| -------------------------- | -------------------------- | ------------------ | ------------------ | --------------- | --------------- |
| Wahlberechtigte            | Wahlberechtigte            | 67.636             | 100,0              | 67.636          | 100,0           |
| Wähler                     | Wähler                     | 38.688             | 57,2               | 38.688          | 57,2            |
| Ungültige Stimmen          | Ungültige Stimmen          | 1.127              | 2,9                | 730             | 1,9             |
| Gültige Stimmen            | Gültige Stimmen            | 37.561             | 100,0              | 37.958          | 100,0           |
| davon                      |                            |                    |                    |                 |                 |
| Stefan Grüttner            | CDU                        | 19.035             | 50,7               | 17.586          | 46,3            |
| Heike Habermann            | SPD                        | 11.700             | 31,1               | 10.026          | 26,4            |
| Tarek Al-Wazir             | GRÜNE                      | 4.350              | 11,6               | 4.846           | 12,8            |
| ?                          | FDP                        | 2.026              | 5,4                | 2.769           | 7,3             |
| –                          | REP                        | –                  | –                  | 742             | 2,0             |
| –                          | Tierschutzpartei           | –                  | –                  | 291             | 0,8             |
| –                          | DIE FRAUEN                 | –                  | –                  | 92              | 0,2             |
| –                          | PBC                        | –                  | –                  | 43              | 0,1             |
| ?                          | DKP                        | 450                | 1,2                | 162             | 0,4             |
| –                          | ödp                        | –                  | –                  | 22              | 0,1             |
| –                          | BüSo                       | –                  | –                  | 24              | 0,1             |
| –                          | FAG Hessen                 | –                  | –                  | 1.112           | 2,9             |
| –                          | PSG                        | –                  | –                  | 23              | 0,1             |
| –                          | Schill                     | –                  | –                  | 220             | 0,6             |

## Wahl 1999
| Gegenstand der Nachweisung | Gegenstand der Nachweisung | Wahlkreis- stimmen | Wahlkreis- stimmen | Landes- stimmen | Landes- stimmen |
| Bewerber                   | Partei                     | Anzahl             | %                  | Anzahl          | %               |
| -------------------------- | -------------------------- | ------------------ | ------------------ | --------------- | --------------- |
| Wahlberechtigte            | Wahlberechtigte            | 68.426             | 100,0              | 68.426          | 100,0           |
| Wähler                     | Wähler                     | 41.423             | 60,5               | 41.423          | 60,5            |
| Ungültige Stimmen          | Ungültige Stimmen          | 782                | 1,9                | 679             | 1,6             |
| Gültige Stimmen            | Gültige Stimmen            | 40.641             | 100,0              | 40.744          | 100,0           |
| davon                      |                            |                    |                    |                 |                 |
| Stefan Grüttner            | CDU                        | 18.682             | 46,0               | 17.706          | 43,5            |
| Heike Habermann            | SPD                        | 15.332             | 37,7               | 14.332          | 35,2            |
| Tarek Al-Wazir             | GRÜNE                      | 3.333              | 8,2                | 4.190           | 10,3            |
| ?                          | F.D.P.                     | 1.235              | 3,0                | 1.851           | 4,5             |
| ?                          | REP                        | 1.892              | 4,7                | 1.757           | 4,3             |
| –                          | Die Tierschutzpartei       | –                  | –                  | 218             | 0,5             |
| –                          | DIE FRAUEN                 | –                  | –                  | 133             | 0,3             |
| –                          | PASS                       | –                  | –                  | 28              | 0,1             |
| –                          | DKP                        | –                  | –                  | 89              | 0,2             |
| –                          | BüSo                       | –                  | –                  | 7               | 0,0             |
| –                          | FWG                        | –                  | –                  | 102             | 0,3             |
| –                          | PBC                        | –                  | –                  | 32              | 0,1             |
| –                          | DHP                        | –                  | –                  | 11              | 0,0             |
| –                          | NATURGESETZ                | –                  | –                  | 40              | 0,1             |
| –                          | ödp                        | –                  | –                  | 30              | 0,1             |
| ?                          | NPD                        | 55                 | 0,1                | 74              | 0,2             |
| ?                          | BFB-Die Offensive          | 112                | 0,3                | 144             | 0,4             |

## Wahl 1995
| Gegenstand der Nachweisung | Gegenstand der Nachweisung | Wahlkreis- stimmen | Wahlkreis- stimmen | Landes- stimmen | Landes- stimmen |
| Bewerber                   | Partei                     | Anzahl             | %                  | Anzahl          | %               |
| -------------------------- | -------------------------- | ------------------ | ------------------ | --------------- | --------------- |
| Wahlberechtigte            | Wahlberechtigte            | 72.089             | 100,0              | 72.089          | 100,0           |
| Wähler                     | Wähler                     | 42.781             | 59,3               | 42.781          | 59,3            |
| Ungültige Stimmen          | Ungültige Stimmen          | 1.064              | 2,5                | 1.034           | 2,4             |
| Gültige Stimmen            | Gültige Stimmen            | 41.717             | 100,0              | 41.747          | 100,0           |
| davon                      |                            |                    |                    |                 |                 |
| ?                          | SPD                        | 16.187             | 38,8               | 14.780          | 35,4            |
| Stefan Grüttner            | CDU                        | 17.783             | 42,6               | 16.275          | 39,0            |
| Tarek Al-Wazir             | GRÜNE                      | 3.851              | 9,2                | 5.338           | 12,8            |
| ?                          | F.D.P.                     | 1.867              | 4,5                | 2.742           | 6,6             |
| –                          | ÖDP                        | –                  | –                  | 77              | 0,2             |
| –                          | GRAUE                      | –                  | –                  | 216             | 0,5             |
| ?                          | REP                        | 1.736              | 4,2                | 1.673           | 4,0             |
| –                          | Solidarität                | –                  | –                  | 7               | 0,0             |
| –                          | APD                        | –                  | –                  | 91              | 0,2             |
| –                          | DKP                        | –                  | –                  | 77              | 0,2             |
| ?                          | NPD                        | 146                | 0,3                | 116             | 0,3             |
| –                          | DHP                        | –                  | –                  | 15              | 0,0             |
| –                          | f.NEP                      | –                  | –                  | 40              | 0,1             |
| –                          | NATURGESETZ                | –                  | –                  | 64              | 0,2             |
| –                          | BFB                        | –                  | –                  | 101             | 0,2             |
| –                          | PBC                        | –                  | –                  | 47              | 0,1             |
| –                          | STATT Partei               | –                  | –                  | 88              | 0,2             |
| –                          | ADP                        | 147                | 0,4                | –               | –               |

## Wahl 1991
| Gegenstand der Nachweisung | Gegenstand der Nachweisung | Wahlkreis- stimmen | Wahlkreis- stimmen | Landes- stimmen | Landes- stimmen |
| Bewerber                   | Partei                     | Anzahl             | %                  | Anzahl          | %               |
| -------------------------- | -------------------------- | ------------------ | ------------------ | --------------- | --------------- |
| Wahlberechtigte            | Wahlberechtigte            | 77.771             | 100,0              | 77.771          | 100,0           |
| Wähler                     | Wähler                     | 48.839             | 62,8               | 48.839          | 62,8            |
| Ungültige Stimmen          | Ungültige Stimmen          | 909                | 1,9                | 782             | 1,6             |
| Gültige Stimmen            | Gültige Stimmen            | 47.930             | 100,0              | 47.930          | 100,0           |
| davon                      |                            |                    |                    |                 |                 |
| Hermann Schoppe            | CDU                        | 20.300             | 42,4               | 19.665          | 40,9            |
| Harald Habermann           | SPD                        | 19.127             | 39,9               | 18.142          | 37,8            |
| ?                          | GRÜNE                      | 3.786              | 7,9                | 4.909           | 10,2            |
| ?                          | F.D.P.                     | 3.270              | 6,8                | 3.432           | 7,1             |
| ?                          | REP                        | 1.447              | 3,0                | 1.372           | 2,9             |
| –                          | DIE GRAUEN                 | –                  | –                  | 353             | 0,7             |
| –                          | ÖDP                        | –                  | –                  | 126             | 0,3             |
| –                          | PBC                        | –                  | –                  | 58              | 0,1             |

## Wahl 1987
|                   | Partei            | Anzahl | %     |
| ----------------- | ----------------- | ------ | ----- |
| Wahlberechtigte   | Wahlberechtigte   | 78.660 | 100,0 |
| Wähler            | Wähler            | 57.294 | 72,8  |
| Ungültige Stimmen | Ungültige Stimmen | 598    | 1,0   |
| Gültige Stimmen   | Gültige Stimmen   | 56.696 | 100,0 |
| davon             |                   |        |       |
| Harald Habermann  | SPD               | 21.925 | 38,7  |
| Hermann Schoppe   | CDU               | 24.432 | 43,1  |
| ?                 | F.D.P.            | 3.646  | 6,4   |
| ?                 | GRÜNE             | 6.356  | 11,1  |
| ?                 | DKP               | 192    | 0,3   |
| ?                 | UNGÜLTIG          | 145    | 0,3   |

## Wahl 1983
|                    | Partei            | Anzahl | %     |
| ------------------ | ----------------- | ------ | ----- |
| Wahlberechtigte    | Wahlberechtigte   | 77.700 | 100,0 |
| Wähler             | Wähler            | 60.907 | 78,4  |
| Ungültige Stimmen  | Ungültige Stimmen | 645    | 1,1   |
| Gültige Stimmen    | Gültige Stimmen   | 60.262 | 100,0 |
| davon              |                   |        |       |
| Hermann Schoppe    | CDU               | 23.164 | 38,4  |
| Horst Engel        | SPD               | 28.556 | 47,4  |
| Ekkehard Hoffmann  | GRÜNE             | 4.074  | 6,8   |
| Ferdi Walther      | F.D.P.            | 3.684  | 6,1   |
| Alwin Borst        | DKP               | 190    | 0,3   |
| Ralph Krenko       | LD                | 286    | 0,5   |
| Karl-Heinrich Volp | DS                | 249    | 0,4   |
| Josef Stalleicher  | EAP               | 59     | 0,1   |

## Bisherige Abgeordnete
Direkt gewählte Abgeordnete des Wahlkreises Offenbach-Stadt waren:
| Jahr | Direktkandidat  | Partei | Erststimmen in % |
| ---- | --------------- | ------ | ---------------- |
| 2023 | Kim-Sarah Speer | CDU    | 25,9             |
| 2018 | Tarek Al-Wazir  | GRÜNE  | 27,5             |
| 2013 | Stefan Grüttner | CDU    | 35,6             |
| 2009 | Stefan Grüttner | CDU    | 38,0             |
| 2008 | Stefan Grüttner | CDU    | 35,9             |
| 2003 | Stefan Grüttner | CDU    | 50,7             |
| 1999 | Stefan Grüttner | CDU    | 46,0             |
| 1995 | Stefan Grüttner | CDU    | 42,6             |
| 1991 | Hermann Schoppe | CDU    | 42,2             |
| 1987 | Hermann Schoppe | CDU    | 43,1             |
| 1983 | Horst Engel     | SPD    | 47,4             |
| 1982 | Hermann Schoppe | CDU    |                  |
| 1978 | Horst Engel     | SPD    |                  |
| 1974 | Horst Engel     | SPD    |                  |
| 1970 | Olaf Radke      | SPD    |                  |
| 1966 | Olaf Radke      | SPD    |                  |
| 1962 | Olaf Radke      | SPD    |                  |
| 1958 | Karl Appelmann  | SPD    |                  |
| 1954 | Karl Appelmann  | SPD    |                  |
| 1950 | Karl Appelmann  | SPD    |                  |

Zwischen 1950 und 1966 bestand gemäß dem hessischen Landtagswahlgesetz vom 18. September 1950 der Wahlkreis 39 für das Stadtgebiet Offenbach, der im Wesentlichen dem heutigen Wahlkreis 43 entsprach. Bei der Landtagswahl in Hessen 1946 wurden wesentlich größere Wahlkreise gebildet, innerhalb derer jeweils mehrere Kandidaten gewählt wurden. Im Wahlkreis II (Gebiete: Offenbach, Landkreis Offenbach, Landkreis Dieburg) wurden direkt gewählt: Wilhelm Arnoul (SPD), Karl Appelmann (SPD), Karl Kanka (CDU), Alfred Dingeldey (CDU) und Walter Fisch (DKP).